# Divinópolis do Tocantins
Divinópolis do Tocantins é um município do estado do Tocantins na Região Norte do Brasil. Possui uma área de 2347,km².

## História
A história do município está ligada ao comerciante Divino Luis Costa, que se estabeleceu na região, na década de 50. Outros migrantes vindos de Minas Gerais e Bahia, seguindo em direção ao Pará, tomavam pousada na região antes de seguirem seu destino.
Assim, alguns foram se estabelecendo e formando um povoado. As primeiras famílias a terem residência no pequeno povoado foram os Wanderleys, Rodrigues , Dias, Francinos, Leite e Abreu. Divinópolis pertencia ao município da pequena e pacata cidade de Miracema do Norte, hoje Miracema do Tocantins.

### Origem do nome
O nome do município é uma homenagem ao seu primeiro habitante, Divino Luiz Costa.
Apelido: Ganxo. Em virtude do entrocamento que tinha no inicio do povoamento que dava destino a Araguacema e Caseara.

## Atrativos
- Centro Cultural Senador João Ribeiro (salão de festas, auditório,e biblioteca Municipal)
- Quadra Poliesportiva
- Rio Piedade, Rio do Coco e Rio Caiapó
- Paróquia Nossa Senhora do Carmo
- Igrejas Evangélicas
- Pontos comerciais - Avenida Codespar e Divino Luiz Costa...

## Educação
- Escola Estadual Dona Cândida de Freitas.
- Colégio Estadual João Dias Sobrinho.
- Escola Especial Luz do Saber.
- Escola Municipal Isabel Carlos Wanderley.
- Escola Municipal Pofessor José de Ribamar.
- Escola Municipal Tia Dênis.
- Centro Educacional Municipal Santa Rita de Cássia.
- Centro Educacional Municipal Nossa Senhora do Carmo.

## Esportes
Além do futebol, que é muito praticado, Divinópolis possui equipes abertas de outros esportes. A cidade também oferece na área esportiva, campeonatos estudantis em diversas modalidades, como: Voleibol, Futsal, Handebol, Xadrez e Tênis de Mesa, sendo o último o mais apreciado entre os estudantes.
Em Divinópolis do Tocantins tem-se registro de diversos eventos como:
- Exposição Agropecuária.
- Cultos Evangelísticos.
- Festejo de Nossa Senhora do Carmo.
- Campeonatos e Eventos esportivos.
- Festas juninas.
- Aniversário da Cidade.
- Cavalgada Ecológica.

## Prefeitura (Administração)
- Prefeito: Flávio Rodrigues Silva (MDB)
- Vice-Prefeita: Joelma Oliveira Dias(PSD)

### Vereadores
Presidente da câmara de vereador Cecílio Surubim  (PSD)
- Lucas do Branco (PV)
- Anestor (PEN) substituído pelo seu suplente Luís Marinho (PSDB).
- Professor Valdivam (PT)
- José Antônio (Pros)
- Rivaldo (PSD)
- Orlandim da Boa Fé (PSD)
- Professor Ozias (PMDB)
- Joseni Bodao PSDB)